# Бизачча
Бизачча (итал. Bisaccia) — коммуна в Италии, располагается в регионе Кампания, в провинции Авеллино.
Население составляет 4382 человека, плотность населения составляет 43 чел./км². Занимает площадь 101 км². Почтовый индекс — 83044. Телефонный код — 0827.
Покровителем населённого пункта считается Sant Antonio. Праздник ежегодно празднуется 13 июня.